# Lukas Schober
Lukas Schober (* 16. August 2004 in Dresden) ist ein deutscher Kugelstoßer und ist Teil des DLV-Bundeskaders. Er wurde 2023 U20-Vizeeuropameister und belegte 2022 den 4. Platz bei den U20-Weltmeisterschaften.

## Karriere

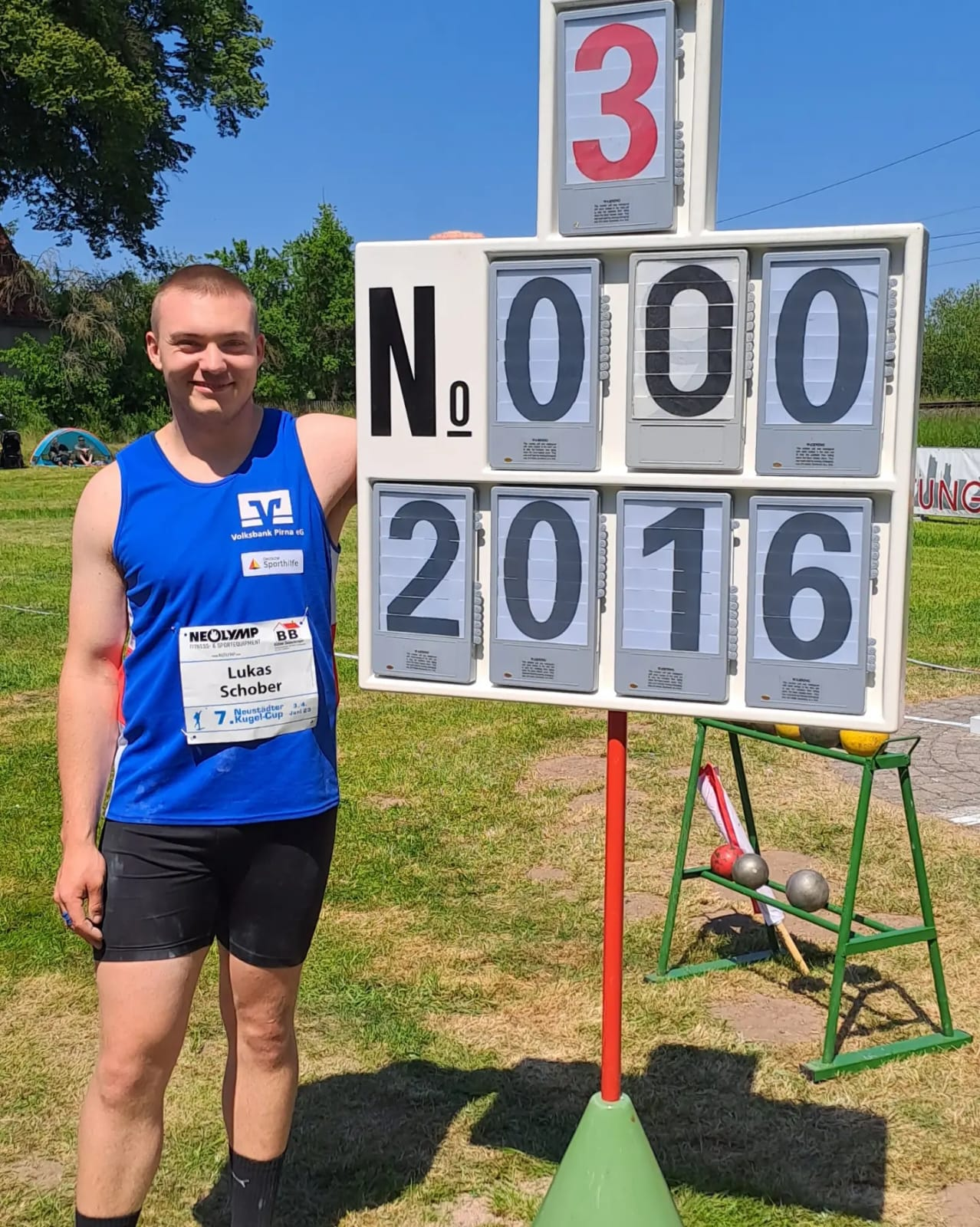

2012 begann er im Alter von 7 Jahren mit Leichtathletik beim SSV Heidenau.
2014 fand dann der Wechsel zur SG Freital-Weißig 1861 e.V. statt, für die er bis heute startet. In den folgenden Jahren wurde er mehrfacher sächsischer Landesmeister und Mitteldeutscher Meister.
Von September 2018 bis Juni 2023 besuchte er die Sportoberschule in Chemnitz.
Seitdem trainiert er auch am Bundesstützpunkt Chemnitz bei Bundesnachwuchstrainer Christian Sperling, bei dem er seinen Stoß erfolgreich auf die Drehstoßtechnik umstellte.
Ende 2023 wechselte er nun in die Trainingsgruppe von Bundestrainer Sven Lang.

## Sportliche Karriere
Von 2019 bis 2023 schaffte es er 3-mal doppelter Jugendmeister in den Disziplinen Kugelstoßen und Diskuswurf zu werden. Insgesamt wurde er in den 5 Jahren 7-facher Deutscher Meister, 3-facher deutscher Vizemeister und 1-mal Dritter bei nationalen Titelkämpfen.
2022 qualifizierte er sich für die U20-Weltmeisterschaften in Cali und belegte dort den 4. Platz.
Im folgenden Jahr gab es dann endlich die erste internationale Medaille für ihn. Lukas Schober wurde Vizeeuropameister bei den U20-Europameisterschaften 2023 in Jerusalem.

## Nichtolympische Disziplinen
In der Disziplin Keulenwurf hält er zwei Altersklassenweltrekorde. In der Altersklasse U14 warf er die 250 g schwere Keule 62,72 m und in der Altersklasse U18 flog die 500-Gramm-Keule 68,82 m. Die persönliche Bestleistung liegt seit dem 24.  August 2024 bei 72,52 m.
Zudem hält er seit 2022 den Schleuderballweltrekord in der Altersklasse U20 mit 63,12 m und seit dem 24. August 2024 auch in der M20 mit 68,69 m.

## Bestleistungen

### Kugelstoßen
| Gewicht | Weite             | Datum                       | Ort            |
| ------- | ----------------- | --------------------------- | -------------- |
| 7,26 kg | 19,13 m (Indoor)  | 4. Februar 2024             | Rochlitz       |
| 7,26 kg | 19,13 m (Outdoor) | 26. Mai 2024                | Halle/Saale    |
| 6 kg    | 20,16 m           | 15. Juli 2022/04. Juni 2023 | Ulm/Neustädt   |
| 5 kg    | 20,86 m           | 21. Juli 2023               | Chemnitz       |
| 4 kg    | 18,23 m           | 22. August 2019             | Großolbersdorf |
| 3 kg    | 14,88 m           | 9. September 2017           | Mülsen         |

### Diskuswurf
| Gewicht | Weite   | Datum              | Ort          |
| ------- | ------- | ------------------ | ------------ |
| 2,0 kg  | 54,14 m | 25. Februar 2024   | Halle/Saale  |
| 1,75 kg | 58,35 m | 30. Juli 2023      | Erding       |
| 1,5 kg  | 60,42 m | 31. Juli 2021      | Rostock      |
| 1,0 kg  | 57,90 m | 21. September 2019 | Geringswalde |
| 0,75 kg | 45,91 m | 23. September 2017 | Geringswalde |

### Speerwurf
| Gewicht | Weite   | Datum             | Ort          |
| ------- | ------- | ----------------- | ------------ |
| 800 g   | 55,76 m | 9. September 2023 | Markkleeberg |
| 700 g   | 57,63 m | 17. Juli 2021     | Dresden      |
| 600 g   | 50,42 m | 25. Mai 2019      | Dresden      |
| 400 g   | 46,46 m | 7. Oktober 2017   | Leuna        |

## Auszeichnungen
- Platz 2 bei Deutscher Nachwuchsleichtathlet des Jahres 2021
- Sächsischer Nachwuchsleichtathlet des Jahres 2020, 2021 und 2022
- Jugendsportler des Jahres 2019 und 2021, sowie 4-facher Gewinner des Publikumspreises in Folge im Landkreis Sächsische Schweiz-Osterzgebirge